# Вомано
Вомано (итал. Vomano) — река в области Абруццо Итальянской Республики. Длина реки — 75 км, площадь бассейна 764 км². 
Начинается в Апеннинах Абруццо (гора Сан-Франко). Через реку Мавоне в неё стекают воды с горы Корно-Гранде. Впадает в Адриатическое море на юге коммуны Розето-дельи-Абруцци.